# Livron-sur-Drôme
Livron-sur-Drôme is een gemeente in het Franse departement Drôme (regio Auvergne-Rhône-Alpes). De gemeente telde 9.272 inwoners op 1 januari 2022. De plaats maakt deel uit van het arrondissement Valence.

## Geschiedenis
De oudste vermelding van Livron dateert van 1113. De plaats in de historische regio Dauphiné ontwikkelde zich vanaf de 11e eeuw rond een burcht op een heuveltop die uitkijkt over de Drôme. In 1157 werd de bisschop van Valence bevestigd als heer van Livron. De plaats breidde zich uit en kreeg in 1304 stadsrechten en in 1423 marktrecht van de bisschop.
In de 14e eeuw werd de plaats geplunderd en getroffen door de pest. Livron kreeg een eerste stadsomwalling die werd vervangen door een tweede, grotere tijdens de 16e eeuw. Deze omwalling had vier stadspoorten: porte de la Barrière (zuiden), porte d’Empêchy (westen), porte de Chanal (noorden) en porte de Tronas (oosten). Deze eeuw bracht voorspoed maar in het laatste kwart van de 16e eeuw raakte Livron betrokken bij de Hugenotenoorlogen. De stad was een calvinistisch bolwerk en werd in 1574-1575 onsuccesvol belegerd door het leger van koning Hendrik III.
In 1623 werd door Lodewijk XIII de afbraak van de burcht en de verdedigingswerken bevolen, enkel de Tour de Raspans bleef gespaard. Tijdens de 17e eeuw werd de stad getroffen door de pest en misoogsten. Vanaf 1685 met de intrekking van het Edict van Nantes werden de protestanten in Livron gedwongen hun leer af te zweren of te emigreren.
Vanaf het midden van de 18e eeuw kende Livron een nieuwe voorspoed. De bevolking groeide, er kwam textielindustrie, er werden zijderupsen gekweekt en de zware grond in de vlakte van Rhône kon worden ontgonnen door verbeterde landbouwtechnieken en de aanleg van afwateringskanalen. In 1767 werd begonnen met de bouw van een stenen brug over de Drôme. Op deze brug vond er op 2 april 1815 een gevecht plaats tussen royalisten en aanhangers van Napoleon, die toen was teruggekeerd van zijn ballingschap op Elba. In augustus 1944 vernielde een verzetsgroep een brugsegment om de aftocht naar het noorden van het Duitse 19e Leger te saboteren.

## Geografie
De oppervlakte van Livron-sur-Drôme bedroeg op 1 januari 2022 39,52 vierkante kilometer; de bevolkingsdichtheid was toen 234,6 inwoners per km².
De gemeente ligt aan de Drôme en de samenvloeiing van deze rivier met de Rhône. In het zuidoosten van de gemeente is er een klein heuvelmassief uit het Krijt (colline du Vizier), in het oosten een heuvelrug bestaande uit oude rivierafzettingen en in het westen een vlakte die zich uitstrekt tot de Rhône.
De gemeente heeft verschillende gehuchten: Saint-Genys, Les Petits Robins en Domazane.
De onderstaande kaart toont de ligging van Livron-sur-Drôme met de belangrijkste infrastructuur en aangrenzende gemeenten.

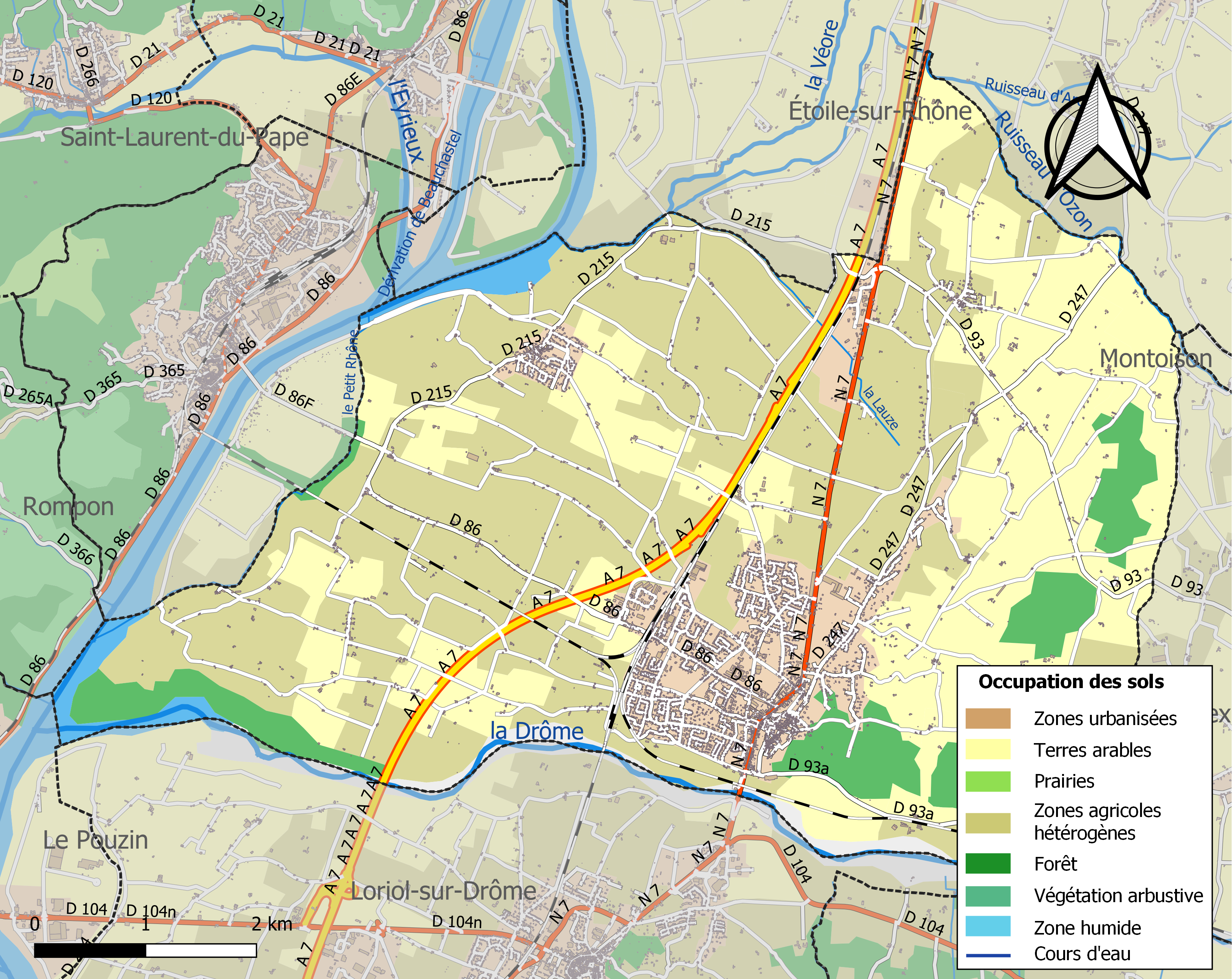

## Verkeer en vervoer
In de gemeente ligt spoorwegstation Livron.
De autoweg N7 en de autosnelweg A7 lopen door de gemeente.

## Demografie
Onderstaande figuur toont het verloop van het inwonertal (bron: INSEE-tellingen).